# Beszterce-Naszód
Het comitaat Bistritz-Naszod (Hongaars: Beszterce-Naszód vármegye) is een Hongaars historisch comitaat dat bestond tussen 1861 en 1920. Daarvoor waren het twee verschillende comitaten, namelijk Beszterce en Naszod. De hoofdstad was Bistrița.

## Ligging
Het gebied grensde aan de comitaten Máramaros, Maros-Torda, Kolozs, Szolnok-Doboka, Csik in het noordoosten aan het Oostenrijkse kroonland Boekovina en een klein deel in het zuidoosten aan het koninkrijk Roemenië.
Het gehele comitaat is bergachtig en ligt in de Karpaten. Door het gebied stroomt de rivier de Someş en zijn zijrivieren.

## Districten
| Stoeldistricten (járások)               | Stoeldistricten (járások)                     |
| Stoeldistrict                           | Hoofdplaats                                   |
| --------------------------------------- | --------------------------------------------- |
| Besenyő, tegenwoordig Viișoara          | Beszterce, onderdeel van het huidige Bistrița |
| Jád, tegenwoordig Livezile              | Beszterce, onderdeel van het huidige Bistrița |
| Naszód                                  | Naszód, tegenwoordig Năsăud                   |
| Óradna                                  | Óradna, tegenwoordig Rodna                    |
| Stadsdistrict (rendezett tanácsú város) |                                               |
| Beszterce, tegenwoordig Bistrița        |                                               |